# Związek Wolnych Demokratów (Bułgaria)
Związek Wolnych Demokratów (bułg. Съюз на свободните демократи, SSD) – bułgarska partia polityczna o profilu konserwatywnym.
SSD w 2001 założył burmistrz Sofii Stefan Sofijanski, który odszedł ze Związku Sił Demokratycznych. Ugrupowanie zostało członkiem Zjednoczonych Sił Demokratycznych i w ramach tej koalicji uczestniczyło w wyborach w 2001. W 2005 przed kolejnymi wyborami współtworzyło blok wyborczy pod nazwą Bułgarski Związek Ludowy, w ramach którego wprowadziło kilku posłów do Zgromadzenia Narodowego 40. kadencji. W pierwszej połowie 2007 lider SSD reprezentował koalicję w Parlamencie Europejskim. W tym samym roku partia poniosła porażkę w wyborach europejskich, od 2009 nie uzyskiwała mandatów w parlamencie krajowym.